# Monasterevin
Monasterevin (iriska: Mainistir Eimhín) är en ort i republiken Irland.   Den ligger i grevskapet Kildare och provinsen Leinster, i den centrala delen av landet, 60 km väster om huvudstaden Dublin. Monasterevin ligger 63 meter över havet och antalet invånare är 3 710.
Terrängen runt Monasterevin är platt. Runt Monasterevin är det ganska glesbefolkat, med 21 invånare per kvadratkilometer. Närmaste större samhälle är Athy, 17,5 km söder om Monasterevin. Trakten runt Monasterevin består i huvudsak av gräsmarker.